# Сесил Мадиган
Сесил Томас Мадиган (на английски: Cecil Thomas Madigan) е австралийски изследовател, геолог.

## Ранни години (1889 – 1911)
Роден е на 15 октомври 1889 година в Ренмарк, Южна Австралия, в семейството на Томас Мадиган, овощар, и съпругата му Мери Дикси. След като завършва гимназия в Аделаида учи в „Принц Алфред Колидж“, а след това минно инженерство в Аделаидския университет. През 1911 получава стипендия, за да изучава геология в „Магдален Колидж“ в Оксфорд, но отлага, защото същата година е поканен от сър Дъглас Моусън да участва като метеоролог в Австралийска антарктическа експедиция.

## Експедиционна и научна дейност (1911 – 1940)

### Австралийска антарктическа експедиция (1911 – 1914)
Съгласно съставения от Дъглас Моусън план, предстояло да се изследва голяма част от неизследваното крайбрежие на Антарктида, остров Макуори и да се проведат океанографски изследвания в акваторията на океана между Австралия и Антарктида.
Резултатите на експедицията са големи. Метеорологичните наблюдения в различни точки на Антарктида дават ценни сведения за характеристиката на климата на континента и влиянието му върху климата на Австралия. Океанографските изследвания проведени от експедицията обогатяват науката с нови данни за формирането и динамиката на морския лед.
За участието си в експедицията Мадиган е награден със златен медал.
След завръщането си от експедицията през 1914, заминава за колежа в Оксфорд, но малко след избухването на Първата световна война (1914 – 1918), Мадиган се присъединява към кралските инженерни части. След демобилизацията се завръща в „Магдален Колидж“.

### Изследвания в Судан (1920)
През 1920 г. Мадиган участва като помощник правителствен геолог в Судан, където за пръв път се сблъсква с пустини и използването на камили в геоложки полеви операции. 

### Изследвания в Австралия (1929 – 1940)
През 1929 г. със самолет изследва езерото Еър и част от пустинята Симпсън.
През 1937 и 1939, по стария класически начин, изследва почти неизследваната пустиня Симпсън (112,6 хил. км2) в Централна Австралия. През 1939 – 1940 със седем спътника пресича пустинята с камили от запад на изток в най-широката ѝ част, като преодоляват 806 пясъчни възвишения. По негови данни, тези възвишения са разположени успоредно едно на друго на разстояние от 250 км и височината им варира от 20 до 60 м.

## Следващи години (1940 – 1947)
От 1922 е преподавател по геология в Аделаидския университет, пост който заема до смъртта си.
През 1940 г. Мадиган става главен инструктор в Училището по военно инженерство в Ливърпул, Нов Южен Уелс, достигайки ранг на лейтенант-полковник. Оттегля се от армията през 1943 и се завръща в университета в Аделаида.
Умира на 14 януари 1947 година в Аделаида на 57-годишна възраст.

## Памет
Неговото име носят:
- връх Мадиган (24°36′ ю. ш. 135°05′ и. д. / 24.6° ю. ш. 135.083333° и. д.), в Австралия, Северна територия;
- залив Мадиган (28°48′ ю. ш. 137°33′ и. д. / 28.8° ю. ш. 137.55° и. д.), в югоизточната част на езерото Еър, щата Южна Австралия.